# Haplocoelum
Haplocoelum es un género con 14 especies de plantas de flores perteneciente a la familia Sapindaceae. 

## Especies seleccionadas
- Haplocoelum acuminatum
- Haplocoelum alatum
- Haplocoelum congolanum
- Haplocoelum dekindtianum
- Haplocoelum foliolosum
- Haplocoelum gallaense
- Haplocoelum inopleum
- Haplocoelum intermedium
- Haplocoelum jubense
- Haplocoelum mombasense
- Haplocoelum perrieri
- Haplocoelum scassellatii
- Haplocoelum strongylocarpum
- Haplocoelum trigonocarpum